# Le Rozier
Le Rozier är en kommun i departementet Lozère i regionen Occitanien i södra Frankrike. Kommunen ligger i kantonen Meyrueis som tillhör arrondissementet Florac. År 2022 hade Le Rozier 128 invånare.

## Befolkningsutveckling
Antalet invånare i kommunen Le Rozier
| Referens: INSEE |